# Hisashi Owada
Hisashi Owada (Japans: 小和田 恆, Owada Hisashi) (Shibata, 18 september 1932) is een Japans hoogleraar, diplomaat en rechter. Hij is voor de periode van 2003 tot 2021 benoemd tot rechter van het Internationale Gerechtshof, waarvan hij president was van 2009 tot en met 2012. Zijn dochter Masako is getrouwd met keizer Naruhito van Japan.

## Leven
Owada sloot zijn studie aan de Universiteit van Tokio in 1955 af met een Bachelor of Arts en vervolgde zijn studie aan de Universiteit van Cambridge waar hij in 1956 zijn Bachelor of Laws behaalde.
In 1955 trad hij in dienst van het Ministerie van Buitenlandse Zaken. Van 1968 tot 1971 was hij eerste secretaris van de vaste vertegenwoordiging van Japan bij de Verenigde Naties. Verder was hij twee maal privésecretaris van de Minister van Buitenlandse Zaken Fukuda Takeo, van 1971 tot 1972 en van 1976 tot 1978. Verder werkte hij internationale verdragen uit en was hij werkzaam op de ambassades in Washington D.C. (1979-1981) en Moskou (1981-1984), en was hij vertegenwoordiger bij de Organisatie voor Economische Samenwerking en Ontwikkeling van 1988 tot 1989.
Van 1989 tot 1993 was hij plaatsvervangend Minister van Buitenlandse Zaken en vervolgens tot 1998 ambassadeur bij de Verenigde Naties. Sinds 1995 is hij daarbij lid van het Institut de Droit International.
In de jaren erna werkte hij als adviseur voor het ministerie. Verder was hij vertegenwoordiger van Japan bij veel conferenties en hoofd van de Japanse delegatie voor de totstandkoming van het Internationaal Strafhof dat sinds 1998 opereert vanuit Den Haag. Van 1999 tot 2003 was hij voorzitter van het Japan Institute of International Affairs en in dezelfde periode hoofdadviseur van de president van de Wereldbank.
Sinds 2001 is hij arbiter voor het Permanente Hof van Arbitrage en sinds 2003 eveneens voor het Internationaal Gerechtshof, beiden in Den Haag. Voor de laatste is hij gekozen voor een periode tot 2021, waarvan hij daardoor mogelijk afscheid neemt op een leeftijd van 88 jaar. Voor de periode 6 februari 2009 tot en 5 februari 2012 was hij president van het hof.
Tijdens zijn loopbaan was hij geregeld werkzaam als hoogleraar, op bijvoorbeeld de Harvard-universiteit, de Universiteit van Tokio, de New York-universiteit, de Columbia-universiteit, de Waseda-universiteit en de Haagsche Academie voor Internationaal Recht. Daarnaast is hij sinds 2002 academisch adviseur voor de Universiteit van Hiroshima en honorair professor aan de Universiteit Leiden.

## Erkenning
Owada werd meermaals onderscheiden, onder meer met enkele eredoctoraten en een ereprofessoraat van de Universiteit Leiden.
In 1990 werd hem het Grootlint in de Jordaanse Orde van de Onafhankelijkheid toegekend, in 1992 werd hij benoemd tot Officier in het Franse Legioen van Eer en in 1994 werd hij opgenomen in de Orde van Verdienste van de Bondsrepubliek Duitsland.